# Vinicius Lanza
Vinicius Moreira Lanza (Belo Horizonte, 22 de marzo de 1997) es un nadador brasileño. 

## Carrera
En el Campeonato Mundial Junior de Natación de 2015, ganó una medalla de plata en los 100 metros mariposa.
Estuvo en la Universiada de 2017, terminando séptimo en los 100 metros mariposa.
En el Campeonato Pan-Pacífico de Natación de 2018 en Japón, ganó una medalla de bronce en los 100 metros mariposa, con un tiempo de 51,44. También terminó cuarto en el relevo combinado de 4 × 100 metros.
El 25 de agosto de 2018, en el Trofeo José Finkel (competencia en piscina corta), batió el récord sudamericano en los 200 combinados con un tiempo de 1:52.16.
En el Campeonato Mundial de Natación de 2019 en Gwangju, Corea del Sur, en el relevo combinado de 4 × 100 metros, terminó sexto, ayudando a Brasil a clasificarse para los Juegos Olímpicos de Tokio 2020. También terminó 12º en los 100 metros mariposa. y 28º en los 50 metros mariposa.
En los Juegos Panamericanos de 2019 celebrados en Lima, Perú, Lanza ganó una medalla de oro en el relevo combinado mixto 4 × 100 metros (al participar en eliminatorias), una medalla de plata en el relevo combinado 4 × 100 metros y una medalla de bronce en los 100 metros mariposa.
Compitió en los Juegos Olímpicos de Tokio 2020, donde terminó 26º en los 100 metros mariposa, 25º en los 200 metros combinados individuales y fue descalificado en el relevo combinado de 4 × 100 metros.
En el Campeonato Mundial de Natación en Piscina Corta de 2021 en Abu Dhabi, Emiratos Árabes Unidos, terminó cuarto en el relevo combinado de 4 × 50 metros, cuarto en el relevo combinado de 4 × 100 metros, décimo en los 100 metros mariposa y 21 en los 50 metros mariposa.
En el Campeonato Mundial de Natación de 2022 celebrado en Budapest, Hungría, terminó 23º en los 200 metros combinados individuales, 25º en los 100 metros mariposa y 41º en los 50 metros mariposa.
En los Juegos Panamericanos de 2023 celebrados en Santiago, Chile, Lanza ganó plata en los 100 m mariposa y en el relevo combinado 4x100 m de Brasil.

## Vida privada
Está casado con la nadadora estadounidense Annie Lazor.